# Anastazja i Bazylisa
Anastazja i Bazylisa (zm. w I wieku w Rzymie) – rzymskie matrony i uczennice apostolskie, męczennice chrześcijańskie, święte Kościoła katolickiego.

## Życiorys
Nawrócone na chrześcijaństwo poniosły śmierć męczeńską za czasów Nerona grzebiąc ciała świętych apostołów Pawła i Piotra. Zostały poddane najpierw torturom a później ścięte. Miało to miejsce około 67–68 roku.
Ich wspomnienie liturgiczne obchodzone jest za Martyrologium Rzymskim 15 kwietnia.
W ikonografii przedstawiane są często bez głowy, rąk i nóg.